# Maud Duff, Countess of Southesk

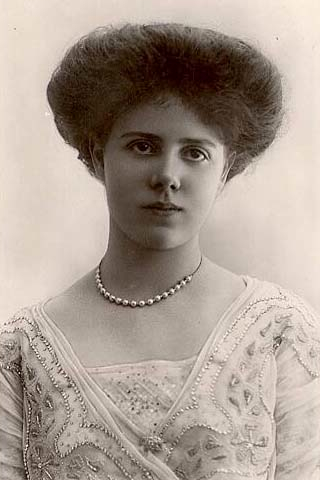
Maud Duff, Countess of Southesk, fotografiert von Lallie Charles, vor 1919

Maud Alexandra Victoria Georgina Bertha Duff, Countess of Southesk (* 3. April 1893 auf East Sheen Lodge, Richmond, London; † 14. Dezember 1945 in London) war ein Mitglied der britischen königlichen Familie.

## Leben

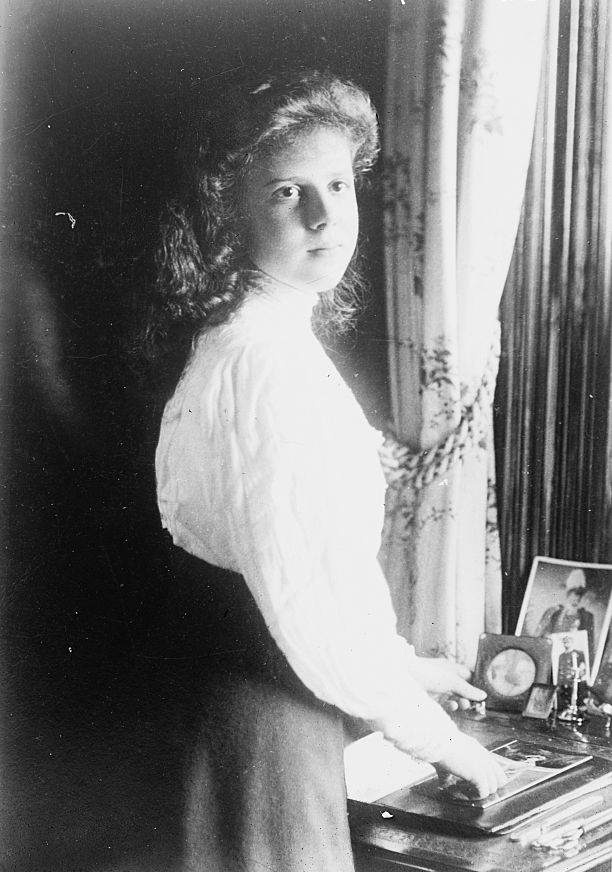
Princess Maud (ca. 1908–1911)

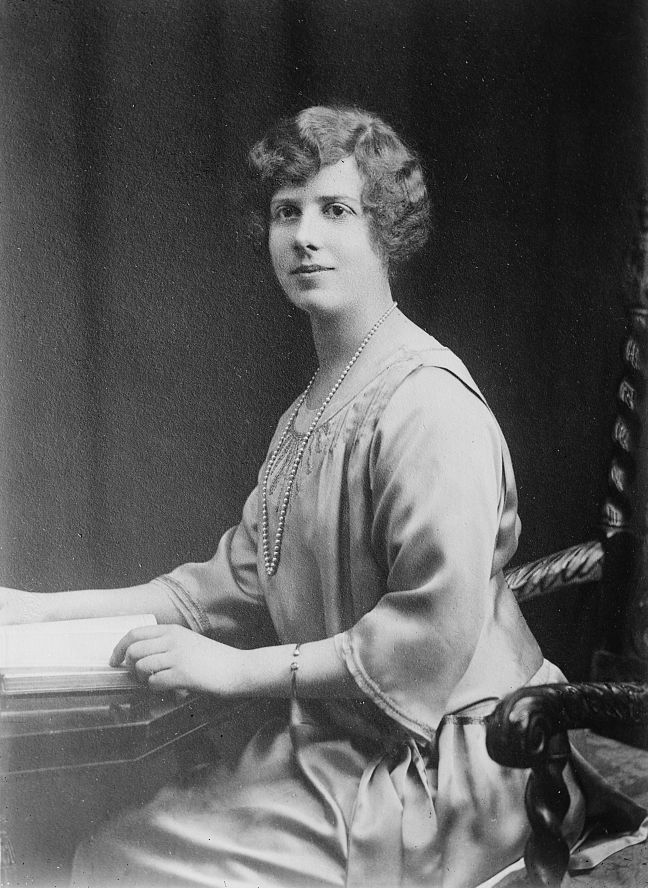
Princess Maud

Lady Maud war die jüngere Tochter von Alexander Duff, 1. Duke of Fife (1849–1912), und seiner Frau Louise von Großbritannien und Irland (1867–1931), Tochter des britischen Königs Eduard VII. Bei ihrer Geburt stand sie an der fünften Stelle der britischen Thronfolge.
Zusammen mit ihrer älteren Schwester, Alexandra (1891–1959), wuchs sie in London und auf Windsor Castle auf. Ihre Erziehung und die schulische Ausbildung lag in den Händen mehrerer Hauslehrer und Gouvernanten. 1905 wurden Maud und ihre Schwester von deren Großvater und König Eduard VII., abweichend von den allgemeinen Regeln, wonach dieses Privileg nur Kindern von Söhnen des Monarchen zusteht, zu Prinzessinnen erklärt. Sie erhielten das Adelsprädikat Hoheit (Highness) verliehen und in der Protokollarischen Rangordnung folgten sie unmittelbar nach der engeren königlichen Familie vor allen anderen Adeligen.
Am 12. November 1923 heiratete Maud in der Kapelle der Wellington Barracks in London Lord Charles Alexander Carnegie, den späteren 11. Earl of Southesk (1893–1992), Sohn des 10. Earl of Southesk und von Lady Ethel Mary Elizabeth Bannerman. Aus der Ehe ging ein Sohn, James George Alexander (1929–2015), hervor.
Nach ihrer Heirat benutzte Maud den Titel Prinzessin nicht mehr, stattdessen nahm sie den Titel ihres Mannes an. Obwohl sie zur weiteren königlichen Familie gehörte, nahm sie keine offiziellen Verpflichtungen wahr. Von 1942 bis 1944 war sie Mitglied des Staatsrats. Nachdem Lady Maud im Dezember 1945 in einem Londoner Krankenhaus gestorben war, erbte ihr Sohn 1959 von seiner Tante Alexandra den Titel des Duke of Fife. Deren eigener Sohn war bereits vorverstorben.

## Name in verschiedenen Lebensphasen
- 1893–1905: Lady Maud Duff
- 1905–1923: Her Highness Princess Maud
- 1923–1941: Lady Maud Carnegie
- 1941–1945: The Right Honourable The Countess of Southesk